# Neoempheria amphiphaea
Neoempheria amphiphaea är en tvåvingeart som beskrevs av Speiser 1909. Neoempheria amphiphaea ingår i släktet Neoempheria och familjen svampmyggor.
Artens utbredningsområde är Tanzania. Inga underarter finns listade i Catalogue of Life.